# Sima del Elefante
Pour un article plus général, voir sierra d'Atapuerca.
La Sima del Elefante, ou Trinchera del Elefante (TE), signifie en espagnol « gouffre » ou « tranchée de l'éléphant » et désigne un ancien aven creusé dans un grès du Crétacé par une rivière souterraine dans la sierra d'Atapuerca en Espagne. On y a découvert deux fossiles humains parmi les plus anciens d'Europe, datés de plus de 1,22 Ma. Pendant le Pléistocène, l'effondrement d'un puits au sommet de l'aven a laissé s'accumuler les sédiments, lui donnant un rôle de piège naturel. La stratigraphie a finalement été découpée au XIXe siècle par le creusement d'une voie ferrée qui l'a portée à affleurement. 
Elle appartient au système karstique de la Cueva Mayor d'Atapuerca. Comme l'ensemble de la sierra d'Atapuerca elle est classée au patrimoine mondial. Les recherches y ont débuté en 1992 et les fouilles de l'affleurement sont systématiques depuis 1996. Outre les restes humains, on y a découvert des os d'herbivores qui ont été travaillés et une centaine d'outils de pierre de mode 1 ou oldowayens, l'un d'entre eux se trouvant même dans le niveau stratigraphique précédent.
Les fossiles humains de la Sima del Elefante permettent de constater la présence de l'homme en Europe au cours du Calabrien, avec les gisements de la région d'Orce (Espagne), et les sites de Pirro Nord (Italie) et de Kozarnika (Bulgarie), un peu plus anciens. La phalange fossile concourt à montrer l'évolution de la main au cours de l'histoire du genre Homo, tandis que les restes de faune et d'industrie lithique fournissent des éléments quant aux modes de vie des premiers Européens.

## Contexte

### Description du site

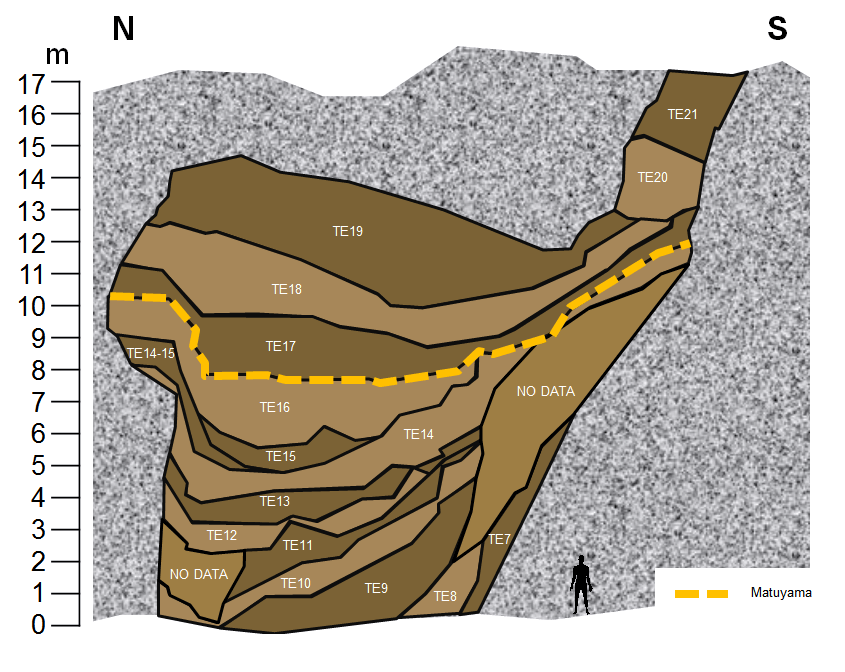
Séquence stratigraphique de la Sima del Elefante ou Trinchera del Elefante (TE). Seules les couches TE15 à TE17 n'ont pas révélé d'ossements. Des outils lithiques ont été révélés principalement dans les couches TE9 (dont un dans la TE8) de même que la mandibule, la dent et la phalange.

Cette ancienne grotte mesurait 18 m de haut. Elle attirait les oiseaux et fonctionnait comme un piège pour les animaux terrestres, accumulant de nombreux restes osseux qui renseignent sur la faune, le climat et facilitent la datation,,. Les sédiments se retrouvent de l'autre côté de la tranchée. En 1996 un sondage sous le niveau affleurant inférieur TE7 a permis d'établir la stratigraphie précise et a montré que le bas de la grotte se trouve sous encore au moins 3,5 m de sédiments. Un puits de 8 m a depuis été creusé. La stratigraphie est répartie en 21 niveaux, dont 7 sont en-dessous du sol. Les niveaux étudiés sont donc notés de TE8 à TE21. 
En 2001 la découverte d'une molaire de rhinocéros qu'on a d'abord attribuée à un éléphant lui a donné son appellation. Un astragale d'éléphant a justement été retrouvé depuis, le nom est donc resté[réf. nécessaire].

### Datations
La datation est compliquée par l'inclinaison des sédiments les plus bas, ainsi que par le mélange des couches précédentes lors des différents remplissages qui ont eu lieu. Leur identification est d'ailleurs mise à jour régulièrement. Plusieurs études proposent néanmoins des datations cohérentes :
- Seule la dernière inversion du champ magnétique terrestre, l'inversion Brunhes-Matuyama, est décelée entre les couches TE16 et TE17, ce qui date les couches inférieures entre 1,78 Ma et 0,78 Ma[3],[4],[10].
- La microfaune du niveau TE9 a pu être datée assez précisément autour de 1,4 Ma par comparaison avec des espèces d'âge connu du nord de l'Italie[3],[4],[11].
- La méthode de datation la plus efficace a été la datation par isotopes cosmogéniques des radionucléides 26Al et 10Be dans des prélèvements de quartz. Un prélèvement dans le niveau TE9b, 40 cm au-dessus de la mandibule du niveau TE9c, a un âge de 1,22 Ma[11].

On considère donc que les sédiments des niveaux TE9c et inférieurs ont un âge minimum de 1,22 Ma.

## Matériel

### Outillage
Dans les couches TE8 à TE14 on a trouvé plus de 80 produits d'industrie lithique, concentrés surtout dans le niveau TE9. Ces artefacts sont tous de mode 1 ou oldowayen, en silex ou en grès disponibles à moins de 2 km. Un des outils se trouve même dans le niveau TE8. Ces outils sont parmi les plus anciens retrouvés en Europe, et l'outil de la couche TE8 serait donc plus âgé encore. Les niveaux supérieurs, notamment le TE19, ont livré d'autres produits lithiques de facture plus moderne, de mode 2 (acheuléen) voire en transition avec le mode 3 (moustérien),. Les matériaux utilisés sont cette fois de la quartzite et du grès, dont on a retrouvé la provenance à environ 3 km, ainsi que du silex,,,. L'absence d'artefacts dans les niveaux intermédiaires TE15 à TE17 empêche de relier les deux types d'industries observées voire d'établir une continuité du peuplement de cette région.

### Restes animaux
La plupart des ossements ont pu être identifiés avec certitude : on y trouve des restes d'ours dolinensis, espèce découverte à la Gran Dolina, et d'ours de Deninger, ancêtres de l'ours des cavernes, dont un crâne complet. On y trouve aussi des restes de macaque, de canidé, de cerf, de cheval, de lynx d'Issoire, de mammouth, de renard, de belette, de bison, de mégalocéros, de jaguar, hyène, de plusieurs types de rhinocéros, de lagomorphes et de rongeurs. Au contraire, d'autres fossiles ne sont pas classés avec certitude : des restes de félin, d'hippopotame et de proboscidien,.
- Dans les couches TE14 et inférieures on a trouvé plus de 10 000 fragments d'os. Des restes d'oiseaux marins et un os de canard montrent qu'au Pléistocène inférieur le site voisinait une vaste étendue d'eau[3]. Le niveau TE9 contient la plus grande diversité d'espèces. On y trouve notamment des restes de carnivores (chien, lynx, jaguar, ours) et d'herbivores (mammouth, bison, rhinocéros, cheval, cerf) dont les os ont de nombreuses fractures fraîches. Associées à des marques de dents, de telles cassures indiquent une prédation naturelle. Mais les morsures ne sont pas toujours présentes alors que des stries et marques de percussion sont parfois visibles[3].
- Les niveaux TE15 à TE17, vierges de tout ossement, marquent une rupture[9]. Puis les niveaux récents TE18 et TE19 contiennent à nouveau de nombreux restes d'animaux, typiques cette fois du milieu du Pléistocène moyen : éléphant, rhinocéros, cheval, cerf, mégalocéros, bison, renard, ours de Deninger, hyène. La datation permet de relier ces strates au niveau TD10 de la Gran Dolina, l'ensemble permettant d'imaginer l'environnement comme celui d'une forêt humide avec des grandes plaines plus sèches, identique au climat actuel. La présence plus importante de restes d'équidés dans le niveau 19 souligne l'existence de vastes plaines[8].
- Les niveaux supérieurs TE20 et TE21 représentent les stades d'obturation de la cavité où aucun fossile n'a encore été découvert.

Les hommes ont laissé leur empreinte dans l'amoncellement des os d'animaux : les restes de faune du niveau TE9 comportent une plus grande proportion d'herbivores, notamment des bisons. De plus, des fractures d'os frais pour accéder à la moelle et des stries de décarnisation sur des os longs, sur une vertèbre et sur une mandibule, sont caractéristiques d'une activité humaine. L'absence de squelettes complets montre que cette consommation ne s'est pas faite dans la grotte mais plutôt à son entrée.

## Fossiles humains

### Mandibule ATE9-1

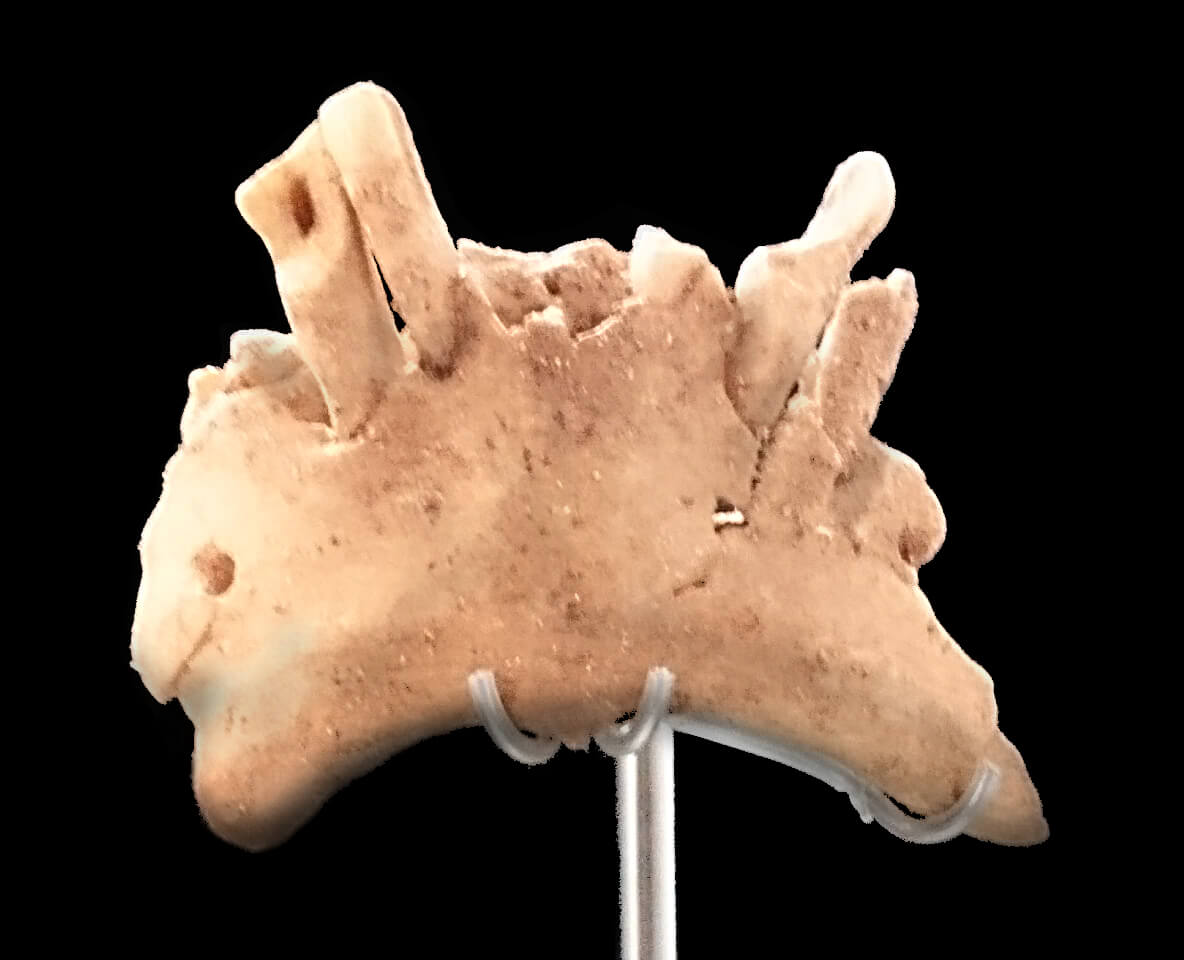
La mandibule humaine ATE9-1 de la Sima del Elefante, datée de 1.22 Ma, exposée au Musée de l'Évolution Humaine de Burgos.

En 2007 les fouilles dans le niveau TE9c ont enfin livré une dent puis une mandibule humaine exceptionnelle, avec sept dents encore en place. Une hypercémentose a même été mise en évidence sur la mâchoire, montrant que son propriétaire, un adulte, devait beaucoup en souffrir. Avec un âge d'au moins 1,22 Ma, cette mandibule est considérée comme un des plus anciens restes humains d'Europe. 

### Phalange ATE9-2
C'est dans la saison de fouille de l'été 2008 que la phalange a été découverte, dans le niveau TE9c comme la mandibule, à moins de 2 m d'elle. C'est la phalange proximale d'un auriculaire gauche, d'un individu d'environ 16 ans, sur la base du développement de cet os chez les hommes modernes.

## Interprétations

### Présence des premiers hommes en Europe
La mandibule, la phalange mais également les outils lithiques de la couche TE9, et même celui de la couche TE8, forment parmi les plus anciennes traces connues de l'Homme sur le continent européen,.

### Évolution de la main depuisHomo habilis
L'étude de la main au cours de l'évolution du genre Homo peut fournir des informations sur les transformations culturelle et anatomique de l'Homme au cours du temps. Mais la faible quantité d'os de la main dans le registre fossile, en particulier au début du Pléistocène, interroge sur le moment où celle-ci a pris sa forme définitive. De plus, on a déjà constaté la plus grande largeur des phalanges chez les néandertaliens et dénisoviens par rapport aux Homo sapiens, mais on ignore si cette différence est liée à leur plus grande robustesse, ou s'il s'agit d'un caractère ancestral. La phalange de la Sima del Elefante vient apporter un élément de comparaison : elle est également plus large que chez les Homo sapiens, laissant penser que ce sont les hommes modernes qui seraient devenus plus graciles, et non les membres de la lignée commune à Néandertal et Denisova qui seraient devenus plus robustes. Enfin, des différences notables sont visibles avec les phalanges d'australopithèques, alors que la forme de la phalange de la Sima del Elefante reste identique à celle des autres fossiles humains postérieurs à 1,4 Ma.

### Stratégies de subsistance
Il a été supposé par certains auteurs que les hommes du Pléistocène inférieur ne chassaient pas directement mais étaient davantage charognards, dépendant de carnivores plus puissants. Cependant, le niveau TE9c de la Sima del Elefante montre bien un accès primaire au gibier, par la chasse. Cela n'empêche pas une activité de charognage, mais certains auteurs pensent que cette dernière est plus dangereuse qu'il n'y paraît. Dans tous les cas un certain degré de coopération et de sociabilité est requis.

### Taxonomie
L'analyse morphologique comparée de cette mandibule ne permet pas de l'attribuer à Homo antecessor. Elle partage des traits[Lesquels ?] avec les premiers Homo d'Afrique[Lesquels ?] et avec les hommes de Dmanissi, tout en possédant d'autres caractères distincts[Lesquels ?] qui montrent l'existence d'un groupe humain distinct. Par ailleurs, l'hypercémentose a un impact sur la morphologie générale et rend difficile les comparaisons avec ce fossile sur son seul aspect extérieur,. 